# Привольный (Дагестан)
Привольный — село в Тарумовском районе Дагестана. Входит в состав сельского поселения сельсовет «Юрковский».

## Географическое положение
Расположено на канале Быстрый, в 12 км к востоку от районного центра — села Тарумовка, на железнодорожной линии Кизляр-Астрахань (16-й разъезд, станция Карабаглы).

## История
Образовано на месте центральной усадьбы совхоза Пролетарий.

## Население
| 1989 | 2002 | 2010 | 2021 |
| ---- | ---- | ---- | ---- |
| 425  | ↗443 | ↗451 | ↗511 |

Национальный состав
По результатам Всероссийской переписи населения 2010 года:
| № | Национальность | Численность, чел. | Доля   |
| - | -------------- | ----------------- | ------ |
| 1 | даргинцы       | 294               | 65,2 % |
| 2 | аварцы         | 62                | 13,8 % |
| 3 | русские        | 33                | 7,3 %  |
| 4 | ногайцы        | 20                | 4,4 %  |
| 5 | азербайджанцы  | 19                | 4,2 %  |
| 6 | другие         | 23                | 5,1 %  |

## Транспорт
В поселке железнодорожная станция Карабаглы.